# Gerimpelde korstzwam
De gerimpelde korstzwam (Stereum rugosum) is een paddenstoel uit de familie Stereaceae. De geelachtige korsten die door krabben rood worden, kenmerken deze soort. Bij droge vruchtlichamen komt de rode kleur pas tevoorschijn na bevochtiging.

## Kenmerken

### Uiterlijke kenmerken
Het vruchtlichaam vormt uitgebreide korsten zonder 'hoeden' of opstaande randen (zoals de paarse korstzwam) aan de onderkant van takken. Het oppervlak is bruingeelachtig of grijsgeel en gerimpeld. Eventuele schelpvormige 'hoedjes' zijn donkerbruin en viltig. Door krabben wordt het geelachtige oppervlak rood. Een doorgebroken vruchtlichaam ziet er onder een loep gelaagd uit.

### Microscopische kenmerken
De sporen zijn glad, dunwandig, amyloïde en ellipsoïdaal-cilindrisch. De sporenmaat is 7-12 × 3-4,5 µm.

## Ecologie
De gerimpelde korstzwam komt voor in de meeste soorten loof- en gemengde bossen. De voorkeur gaat uit naar beukenbossen, gevolgd door eiken-haagbeuk- en gemengde eikenbossen. De schimmel koloniseert vooral opgeslagen stukken hout, staande of liggende stammen en takken die nog vastzitten of al gevallen zijn. Deze bevinden zich tussen de begin- en eindfase van de ontbinding. Het primaire substraat dat wordt gebruikt is hazelaar, gevolgd door beuk, eik en els. Naaldhout wordt zeer zelden gekoloniseerd. De schimmel komt vaak in grote aantallen en over grote oppervlakten voor.